# Hartmut Elsenhans
Hartmut Elsenhans (* 13. Oktober 1941 in Stuttgart; † 18. Januar 2024 in Leipzig) war ein deutscher Politikwissenschaftler. Er war Professor für Internationale Beziehungen an der Universität Leipzig. Er gilt als Begründer der Staatsklassen-Theorie und als Theoretiker des globalen Keynesianismus.

## Leben und Werk
Hartmut Elsenhans ging in Stuttgart-Vaihingen und Stuttgart-Mitte zur Schule. Er studierte ab 1962 Politikwissenschaft, Geschichte, Soziologie und Romanistik in Tübingen und Berlin. 1967 erwarb er sein Diplom in Politikwissenschaft. 1967–1970 lebte er in Paris als Mitglied des Cycle Supérieur d’Etudes Politiques, wo Ralf Dahrendorf, Theodor Eschenburg, Alfred Grosser, Gerhard Lehmbruch und Gilbert Ziebura seine wichtigsten Lehrer waren. 1970–1975 war Elsenhans Zieburas Assistent.
Elsenhans wurde 1973 mit seiner Arbeit „Frankreichs Algerienkrieg 1954–1962. Entkolonialisierungsversuch einer kapitalistischen Metropole“ promoviert. 1976 habilitierte er sich an der FU Berlin mit dem Werk „Geschichte und Ökonomie der Europäischen Welteroberung. Vom Zeitalter der Entdeckungen bis zum Ersten Weltkrieg“, das er später auf insgesamt fünf Bände – und damit zu seinem zentralen Lebenswerk – erweiterte. 
Nach kurzem Aufenthalt an der Universität Montreal übernahm Elsenhans eine Dozentur an der Universität Frankfurt. 1976 übernahm er eine Professur für „Internationale Beziehungen“ (mit dem Schwerpunkt Analyse der Unterentwicklung und der sozialen und nationalen Emanzipationsbewegungen) an der Universität Marburg.
1980 übernahm er eine in vielerlei Hinsicht wichtige Professur in Konstanz. Mehrere längerfristige Forschungsprojekte und ein Sonderforschungsbereich führten ihn näher an Staat und Verwaltung in Entwicklungsländern und näher an internationale und Entwicklungsorganisationen. Viele seiner Arbeiten erschienen in dieser Zeit in fremdsprachigen Ausgaben. 1992 wechselte er an die Universität Leipzig und baute den Bereich „Internationale Beziehungen“ neu auf. 2007 ging Elsenhans in den Ruhestand. Die Fachschaft der Politikwissenschaft an der Universität Leipzig ernannte ihn zu ihrem Ehrenmitglied. Elsenhans forschte, lehrte und lebte bis zu seinem Tod weiterhin in Leipzig.

„Hartmut Elsenhans ist der führende Theoretiker des globalen Keynesianismus.
Seine Belesenheit ist legendär. […] Elsenhans’ vielleicht wichtigste Einsicht ist, dass der Kapitalismus nur als Fordismus funktionieren kann. Er benötigt wachsende Massenkaufkraft, um eine, seiner steigenden Produktivität entsprechende, Nachfrage zu schaffen. Dazu müssen die Löhne mit der Produktivität wachsen.
Da der Kapitalismus nur überleben kann, wenn er von einer starken Arbeiterklasse zur Abgabe von Massenkaufkraft gezwungen ist, hängen sowohl seine Entstehung wie auch sein Fortbestand von den entsprechenden gesellschaftlichen Kräfteverhältnissen ab. Daher gibt es auch keinen automatischen Übergang zum Kapitalismus, nur weil der Produktivitätsfortschritt (zunächst in der Landwirtschaft, später in der Industrie) ein gesellschaftliches Mehrprodukt ermöglicht. Dieses kann nämlich auch von einer Elite angeeignet werden, die es ausgibt für Luxus, einen starken Staat, der sie beschützt, und für die Patronage ihr auch deshalb treuer Klientelgruppen. Auch die Modernisierungsversuche der Staatsklassen, die in vielen Ländern der Dritten Welt nach der Unabhängigkeit an die Macht kamen, scheitern meist daran, dass der Tugendkreis von Massenkaufkraft, Profitwachstum und Aufbau eines Investitionsgütersektors nicht in Gang kommt. […] Der globalisierte Kapitalismus ist für Elsenhans durch ähnliche Mechanismen vom Niedergang bedroht. Die Kapitalisten können dank der weltweiten Lohnkonkurrenz verhindern,dass [sic] die Arbeitnehmer voll am Produktivitätsfortschritt partizipieren. Die Nachfrageausfälle führen zu Arbeitslosigkeit, die die gesellschaftliche Macht weiter zugunsten der Unternehmer verschiebt. Es droht eine Dauerkrise der Unterkonsumption und Wachstumsschwäche.“

## Schriften (Auswahl)
- Frankreichs Algerienkrieg 1954–1962. Entkolonisierungsversuch einer kapitalistischen Metropole. Zum Zusammenbruch der Kolonialreiche. Hanser, München 1974, ISBN 3-446-11858-6.
- Abhängiger Kapitalismus oder bürokratische Entwicklungsgesellschaft. Versuch über den Staat in der Dritten Welt. 2. Auflage. Campus, Frankfurt am Main / New York 1984, ISBN 3-593-32792-9 (englisch: State, Class and Development. Radiant Publ., New Delhi / London 1996).
- Nord-Süd-Beziehungen. Geschichte – Politik – Wirtschaft. 2. Auflage. Kohlhammer, Stuttgart / Berlin / Köln / Mainz 1987, ISBN 3-17-009714-8.
- Das internationale System zwischen Zivilgesellschaft und Rente. LIT, Münster / Hamburg / London 2001, ISBN 3-8258-4837-X.
- Aufstieg und Niedergang des realen Sozialismus. Einige politökonomische Anmerkungen. In: COMPARATIV. Leipziger Beiträge zur Universalgeschichte und vergleichenden Gesellschaftsforschung. Universitätsverlag Leipzig, Heft 1, 1998, S. 122–132.
- Grundlagen der Entwicklung der kapitalistischen Weltwirtschaft. In: Dieter Senghaas (Hrsg.): Kapitalistische Weltökonomie. Kontroversen über ihren Ursprung und ihre Entwicklungsdynamik. Suhrkamp, Frankfurt am Main 1979, S. 103–148.
- Lohnerhöhungen. Wachstumschance für den Kapitalismus. Eine Kritik am Gesetz vom tendenziellen Fall der Profitrate. In: Forum DS. Zeitschrift für Theorie und Praxis des demokratischen Sozialismus. 1. Jg., Heft 2, 1976, S. 78–133.
- Bedingungen des Politischen. Staat, Wirtschaft, Gesellschaft und Technik. In: Raban Graf von Westphalen (Hrsg.): Deutsches Regierungssystem (= Lehr- und Handbücher der Politikwissenschaft). Oldenbourg, München/Wien 2001, ISBN 3-486-25737-4, S. 75–98.
- Geschichte und Ökonomie der europäischen Welteroberung. Vom Zeitalter der Entdeckungen zum Ersten Weltkrieg. (= Beiträge zur Universalgeschichte und vergleichenden Gesellschaftsforschung. Band 20). Leipzig 2007, ISBN 978-3-86583-192-7.
- Kapitalismus global. Aufstieg – Grenzen – Risiken. Kohlhammer, Stuttgart / Berlin / Köln / Mainz 2012, ISBN 978-3-17-022427-8.
- Saving Capitalism from the Capitalists. World Capitalism and Global History. Sage, 2014, ISBN 978-93-5150056-8.
- BRICS or Bust? Escaping the Middle-Income Trap. Stanford 2017, ISBN 978-0-8047-9989-8.